# Барменков, Алексей Сергеевич
Алексей Сергеевич Барме́нков (1902 — после 1972) — советский миколог.

## Биография
Родился 17 (30 мая) 1902 года в селе Бабино (ныне Старицкий район, Тверская область).
В 1935—1942 работал во ВИЗР в Ленинграде и Москве, занимался изучением физиологических рас возбудителей бурой и стеблевой ржавчины пшеницы. Член ВКП(б).
С июня 1942 по 1946 год служил в РККА. Во время войны — зам. начальника инфекционного госпиталя.
В 1946—1947 годах ассистент кафедры фитопатологии МСХА имени К. А. Тимирязева.
С октября 1947 года зав. лабораторией промышленных штаммов микроорганизмов ВНИИА.
В 1953—1956 годах в командировке в Румынии по созданию производства антибиотиков.

## Награды и премии
- орден «Знак Почёта» (1949)
- орден Красной Звезды (1945)
- медаль «За победу над Германией в Великой Отечественной войне 1941—1945 гг.»
- Сталинская премия второй степени (1950) — за разработку и внедрение в промышленность метода получения медицинского препарата (пенициллина)
- Орден Труда I степени
- Грамота Совета Министров РНР.